# Flanders Expo

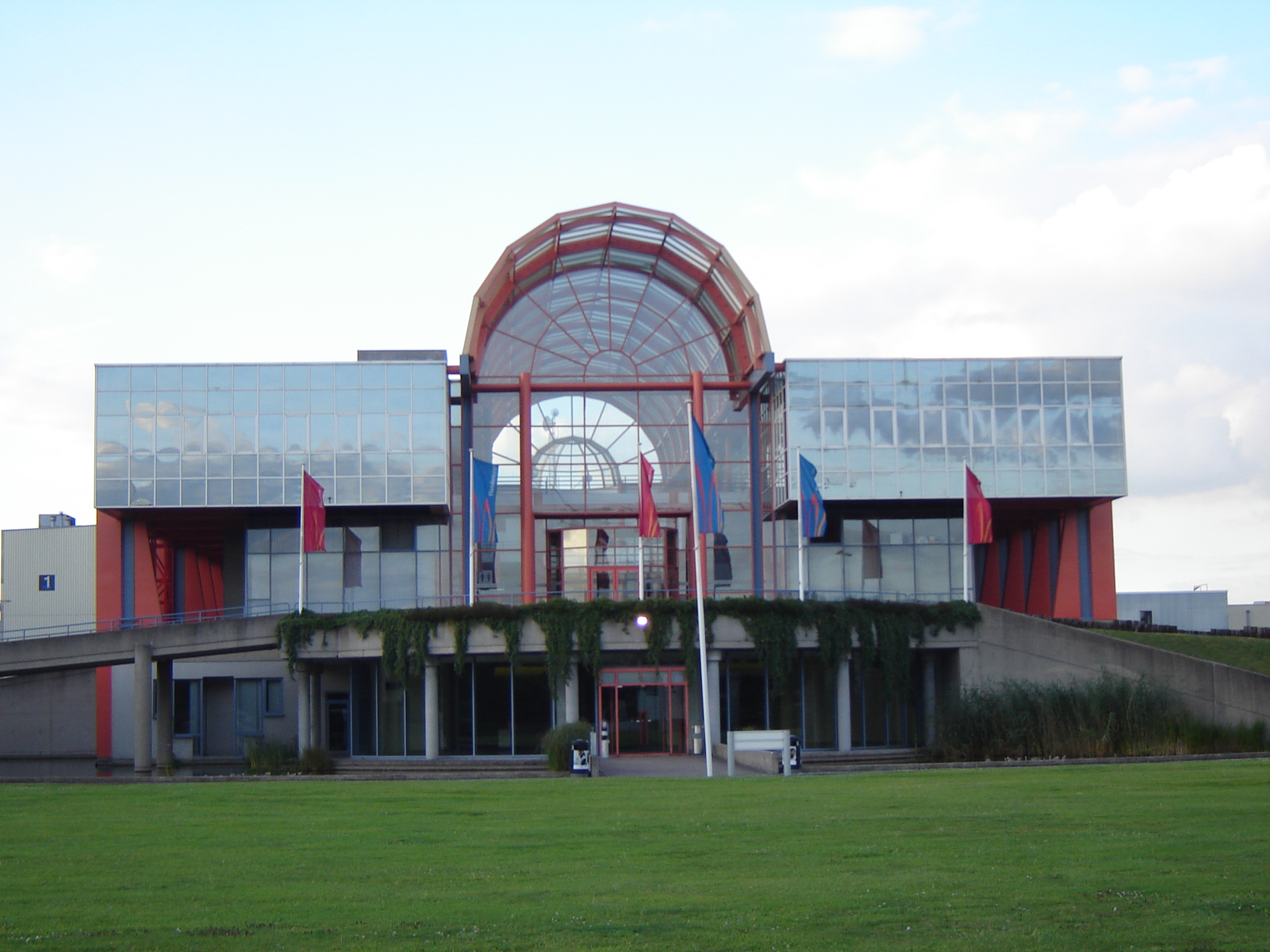
L'entrée du Flanders Expo

Le Flanders Expo construit en 1986, situé à Gand, est la plus grande salle d'exposition de Flandres et la deuxième de Belgique (superficie totale de 54 000 m²).
Elle est desservie par la ligne T1 du tramway de Gand.
Elle accueille plusieurs festivals tels que I Love Techno, chaque année, qui est le grand festival techno d'Europe en accueillant 60 000 personnes par soirée, mais aussi de nombreux concerts de chanteurs de dimension internationale.
La finale 1988 de l'Euroligue de Basket y a eu lieu et la finale de la Coupe Davis 2015 (tennis) s'y est déroulée fin-novembre 2015.